# Guy Venayre
Pour les articles homonymes, voir Venayre.
Guy (Alfred Eugène) Venayre, né le 31 août 1924 à Buzet-sur-Baïse en Lot-et-Garonne en France et mort à Poitiers le 30 juin 2004, est un écrivain français, auteur de roman policier.

## Œuvre

### Romans
- Le "Pape" cherche des crosses, Éditions Denoël (1954)
- Les Petites Mains de la Justice, Éditions Denoël (1955)
- Au coin du bois, Éditions Denoël (1957)
- Sainte-Morte, Éditions Denoël, Crime-club no 204 (1962)

### Nouvelles
- La Demoiselle en morceaux, Mystère magazine no 148 (mai 1960)

## Prix et distinctions

### Prix
- Grand prix de littérature policière 1956 pour Les Petites Mains de la Justice[2]

### Distinctions
- Croix de Guerre, suivant l'Ordre Général n° 68 inclus dans le n° 66 du premier novembre 1944, attribuée à [3]: VENAYRE  Guy du III/ R M T.